# Wöllaner Nock
Wöllaner Nock je 2145 metrů vysoký vrchol v Korutanech, který se nachází v obci Arriach a je jejím nejvyšším bodem. Jako součást pohoří Nockberge leží mezi údolím Gegendtal na jihu a údolím Bad Kleinkirchheime na severu. Jižně od vrcholu se nachází obec Afritz am See, severně od ní obec Bad Kleinkirchheim.
Kromě několika místních turistických tras vede přes vrchol Wöllaner Nock také rakouská dálková turistická trasa Salzsteigweg, která vede ze Šumavy do Arnoldsteinu.